# Björnram till Hessleby
Björnram till Hessleby, eller Hesslebysläkten var en  frälsesläkt, som skrev sig till Hessleby utanför Mariannelund, två mil väster om Vimmerby i Kalmar län, och utdog innan Sveriges Riddarhus grundades 1625, varför den aldrig introducerades där som adelsätt. Några av ättens medlemmar kallade sig ibland Svenske som tillnamn.

## Historia
Hässleby socken i Småland ingick förr i Södra Vedbo härad, och ingår sedan 1971 i Eksjö kommun i Jönköpings län och motsvarar från 2016 Hässleby distrikt.

## Släkttavla
Släkttavlan uppställd efter presentation på webbplatsen roskildehistorie.
1. Verneke Persson, gift med Sigrid Persdotter. 
  1. Hans Vernekesson Svenske, 1543 kallas han i källor för Hans Svenske i Söderköping, som året därpå kallas Hans Vernekason. Ägde Attarp 1 mantal frälse i Tveta härad, Bankeryds socken[2]. Gift med Kerstin  Jönsdotter.
    1. Nils Hansson Svenske Björnram. Gift med Anna  Nilsdotter Bröms.
      1. Christina Nilsdotter Björnram, gift med Lars Jakobsson Björnram af Helgås till Rödje och Pallarp, Björkö socken.
      2. Per Nilsson Björnram, skrev sig åtminstone från 1605 till Attarp, ryttmästare och död 1611, gift med Kristina Böckler som sedan gifte om sig med Nils Assersson Mannersköld.[2]